# Schumann’sche Formel
Die Schumann’sche Formel dient wie die Heck’sche Formel der Abgrenzung der Prüfungskompetenz des Bundesverfassungsgerichts von jener der Fachgerichte im Rahmen der Begründetheit von Verfassungsbeschwerden gegen gerichtliche Entscheidungen. Diese Kompetenzabgrenzung ist notwendig, da die Fachgerichtsbarkeit sowohl das einfache Recht wie auch das Verfassungsrecht zu beachten hat, der dem Bundesverfassungsgericht zur Verfügung stehende Prüfungsmaßstab aber auf das Verfassungsrecht begrenzt ist (keine „Superrevision“). Ihren Namen verdankt die Schumannsche Formel ihrem Begründer, Ekkehard Schumann, der sie in seiner Dissertation „Verfassungs- und Menschenrechtsbeschwerde gegen richterliche Entscheidungen“ aus dem Jahr 1963 entwickelt hat.

## Die Schumannsche Formel
Seine als Schumannsche Formel von der Rechtsprechung und der Wissenschaft rezipierte Abgrenzungsmethode beschrieb Ekkehard Schumann wie folgt:

„Eine (angebliche) Fehlinterpretation einfachen Gesetzesrechtes ist für das BVerfG irrelevant, wenn der einfache Gesetzgeber bei der Regelung der betreffenden Materie ohne grundrechtliche Beanstandung zu derselben Rechtsfolge wie die (angeblich) unrichtige Auslegung hätte kommen können.“ 

Nach dieser Formel ist die Verfassungsbeschwerde gegen eine richterliche Entscheidung also begründet, „wenn der angefochtene Richterspruch eine Rechtsfolge annimmt, die der einfache Gesetzgeber nicht als Norm erlassen dürfte.“

## Die Dogmatik der Schumannschen Formel

### Der prozessuale Ansatz Ekkehard Schumanns
Ekkehard Schumann nähert sich dem Kompetenzkonflikt zwischen Verfassungsgerichtsbarkeit und Fachgerichtsbarkeit allein verfassungsprozessual aus dem Blickwinkel des Prüfungsmaßstabs der Verfassungsbeschwerde.
Er beschäftigt sich daher vor allem nicht mit der (für das Privatrecht relevanten) Frage, ob und inwieweit Verfassungsrechtssätze überhaupt in das materielle Recht hineinwirken, denn diese Frage sei gerade eine solche des materiellen Rechts. Auch wenn im Verfassungsbeschwerdeverfahren Zivilurteile verfahrensgegenständlich sind, spielt die Drittwirkung der Grundrechte für die Anwendung der Schumannschen Formel somit keine Rolle, sondern ist bereits vorher – gesondert von der Formel Ekkehard Schumanns – zu beantworten.

## Die Herleitung der Formel durch Ekkehard Schumann

### Der Ausgangspunkt: Die Unterscheidung verschiedener Arten der Verfassungsbeschwerde
An seine Formel nähert sich Ekkehard Schumann zunächst von seinem Untersuchungsgegenstand aus, der Verfassungsbeschwerde. Er erwägt zunächst eine Betrachtung unter dem Aspekt der Rechtswegerschöpfung. Da der Beschwerdeführer vor Einlegung der Verfassungsbeschwerde grundsätzlich den Rechtsweg erschöpfen muss, richtet sich seine Beschwerde regelmäßig gegen eine richterliche Entscheidung; Schumann nennt diese Art von Verfassungsbeschwerde vereinfacht Urteilsverfassungsbeschwerde. Der zugrundeliegende Rechtsakt ist zwar ebenfalls verfahrensgegenständlich, aber nur mittelbar. Hat der Beschwerdeführer den Rechtsweg nicht erschöpft, wendet er sich unmittelbar gegen einen Rechtssatz oder gegen einen behördlichen Einzelakt. Schumann nennt diese Art der Verfassungsbeschwerde unmittelbare Rechtssatzverfassungsbeschwerde oder unmittelbare Verwaltungsaktsverfassungsbeschwerde.
Diese Betrachtung von den Zulässigkeitsvoraussetzungen der Verfassungsbeschwerde her lehnt Ekkehard Schumann dann aber ab, da sie nicht zu der Begründetheit vordringe; hierfür sei vielmehr darauf abzustellen, worin nach der Behauptung des Beschwerdeführers die Grundrechtsverletzung liegt. Das kann entweder unmittelbar ein Rechtssatz sein oder die Auslegung eines Rechtssatzes: Rügt der Beschwerdeführer, er sei durch einen Rechtssatz in seinen Grundrechten verletzt, spricht Schumann von unmittelbarer Rechtssatzverfassungsbeschwerde. Als verdeckte Rechtssatzbeschwerde bezeichnet Schumann eine Verfassungsbeschwerde, mit welcher der Beschwerdeführer sich gegen einen Einzelakt wendet. Auch dort sei die Verfassungsbeschwerde gegen den zugrundeliegenden Rechtssatz gerichtet, aber eben nur mittelbar, also verdeckt. Weder unmittelbar noch verdeckt gegen einen Rechtssatz gerichtet ist die Rüge des Beschwerdeführers, er sei durch die Interpretation eines (in seiner Verfassungsmäßigkeit nicht angezweifelten) Rechtssatzes beschwert. Schumann nennt sie Interpretationsverfassungsbeschwerde.

### Die Interpretationsverfassungsbeschwerde als neuralgischer Punkt des Verhältnisses zwischen Verfassungsgerichtsbarkeit und Fachgerichtsbarkeit
Da die Interpretation des einfachen Rechts originär den Fachgerichten obliege, also nicht typische Aufgabe des Bundesverfassungsgerichts ist, ist bei der Interpretationsverfassungsbeschwerde der Kernbereich der Verfassungsgerichtsbarkeit verlassen; deshalb sei die Kognition des Bundesverfassungsgerichts einzuschränken.

### Die Unterscheidung zwischen einschränkbaren und nicht einschränkbaren Grundrechten sowie verfassungsunbestimmten und verfassungsbestimmten Begriffen
Schumann unterscheidet zwischen einschränkbaren und nicht einschränkbaren Grundrechten. Letztere gestalte („präge“ (Peter Lerche)) das Grundgesetz abschließend selbst, die entsprechenden Grundrechte enthalten also verfassungsgeprägte (verfassungsbestimmte) Begriffe. Missachtet der Rechtsanwender bei der Interpretation des (insoweit den verfassungsgeprägten Begriff nur verdeutlichenden) einfachen Rechts einen solchen Begriff, habe eine das rügende Interpretationsverfassungsbeschwerde Erfolg, weil die Auslegung unmittelbar dem Grundgesetz widerspreche.
Bei verfassungsunbestimmten Begriffen bestimme das einfache Recht – „grundrechtsprägend“ (Lerche) – den Umfang des Grundrechts näher. Eine Interpretationsverfassungsbeschwerde, die eine verfassungswidrige Auslegung solcher Begriffe rügt, ist nach Schumann nicht ohne Weiteres erfolgreich. Denn die (vermeintliche) Fehlauslegung könne zum einen zwar dem einfachen Recht widersprechen, dem verfassungsunbestimmten Begriff und damit dem Grundgesetz aber entsprechen; zum anderen kann sie sowohl dem einfachen Recht widersprechen als auch dem verfassungsunbestimmten Begriff, und damit dem Grundgesetz. Nur im letzten Fall hält Schumann die Verfassungsbeschwerde für erfolgreich. Bei der Interpretation von auf verfassungsunbestimmten Begriffen beruhendem einfachem Recht bleibe dem Richter also ein Spielraum, bis die Schwelle zur Verfassungswidrigkeit übertreten ist. Dieser Spielraum entspricht nach Schumann dem, der auch dem einfachen Gesetzgeber beim Erlass von Gesetzen zusteht, die das einen verfassungsunbestimmten Begriff enthaltende Grundrecht präzisieren. Das Bundesverfassungsgericht, das über eine solche Interpretation zu entscheiden hat, befinde sich mithin inhaltlich vor demselben Fragenkreis wie bei der Normenkontrolle.

### Die Schumannsche Formel löst allein den Kompetenzkonflikt für die Interpretationsverfassungsbeschwerde, die eine Fehlauslegung von verfassungsunbestimmten Begriffen rügt
Nur für den Bereich einer gerügten Fehlauslegung eines verfassungsunbestimmten Begriffs will Schumann seine Formel angewendet wissen.
Eine (vermeintliche) Fehlinterpretation einfachen Gesetzesrechts sei für das Bundesverfassungsgericht irrelevant, führe also nicht zum Erfolg einer Interpretationsverfassungsbeschwerde, wenn der einfache Gesetzgeber bei der Regelung der betreffenden Materie ohne Grundrechtsverstoß zu derselben Rechtsfolge wie der Richter mit seiner (vermeintlich) falschen Interpretation hätte kommen können.

## Die praktische Bedeutung der Schumannschen Formel
Das Bundesverfassungsgericht entscheidet praktisch in den meisten Fällen anhand der Kriterien dieser Formel. Auch der ehemalige Präsident des Bundesverfassungsgerichts, Andreas Voßkuhle, stellt fest, die Schumannsche Formel „dominiert eindeutig die Praxis“.

## Symposium zum 50-jährigen Jubiläum
Aus Anlass des 50-jährigen Jubiläums des Erscheinens der Dissertation von Ekkehard Schumann veranstaltete die juristische Fakultät der Universität Regensburg in Verbindung mit der juristischen Studiengesellschaft Regensburg am 14. Juni 2013 ein wissenschaftliches Symposium, das insbesondere die fortdauernde Nachwirkung der Schumannschen Formel in der verfassungsgerichtlichen Praxis thematisiert. Den Hauptvortrag zum Thema „Die Bedeutung der Schumannschen Formel für Rechtssysteme mit Urteilsverfassungsbeschwerde“ hielt der Göttinger Verfassungsrechtler Christian Starck.
Schumann, der Namensgeber der Formel, sagte auf diesem Symposium zur Frage, warum er sein Konzept als Formel bezeichnet habe: „Es sollte etwas Einprägsames, Handhabbares sein und nicht nur ein großes Prinzip und dabei ist es auch geblieben.“
Der frühere Bundesverfassungsrichter Udo Steiner bestätigte auf dieser Veranstaltung, dass die Schumannsche Formel bei zahlreichen Entscheidungen des Bundesverfassungsgerichts als Leitschnur gedient habe, ohne dass das Gericht Schumann direkt zitiert habe: „Man kann von einer freundlichen Übernahme der Formel sprechen.“